# ماتس غوستافسون (دراج)
ماتس غوستافسون هو دراج سويدي، ولد في 23 أكتوبر 1957 في اوديفالا ‏ في السويد.

## وصلات خارجية
- ماتس غوستافسون على موقع أرشيف الدراجات (الإنجليزية)
- ماتس غوستافسون على موقع إحصائيات الدراجات الإحترافية (الإنجليزية)
- ماتس غوستافسون على موقع أوليمبيديا (الإنجليزية)
- ماتس غوستافسون على موقع اللجنة الأولمبية السويدية (السويدية)